# Frecce d'argento

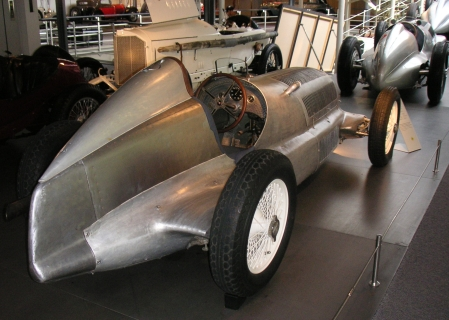
Una Mercedes-Benz W25 Silberpfeil del 1934

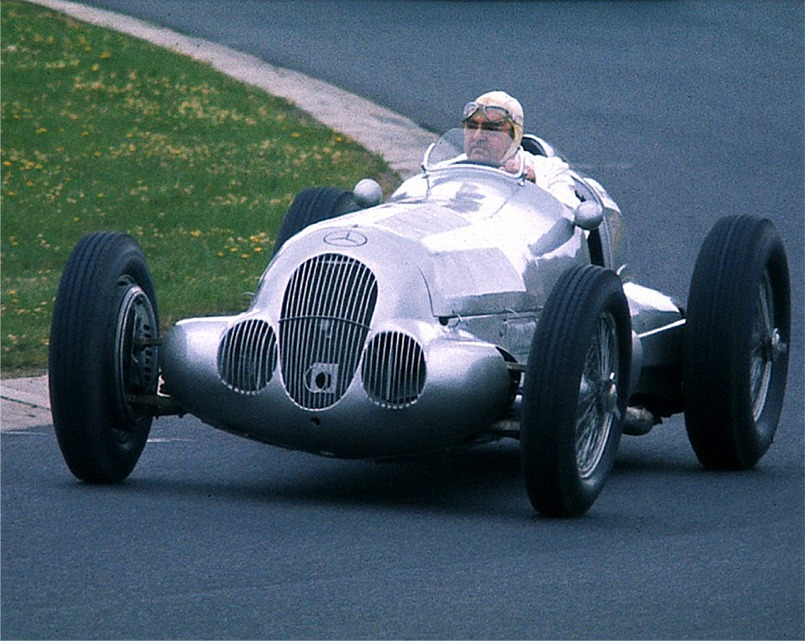
Una Mercedes-Benz W 125 del 1937

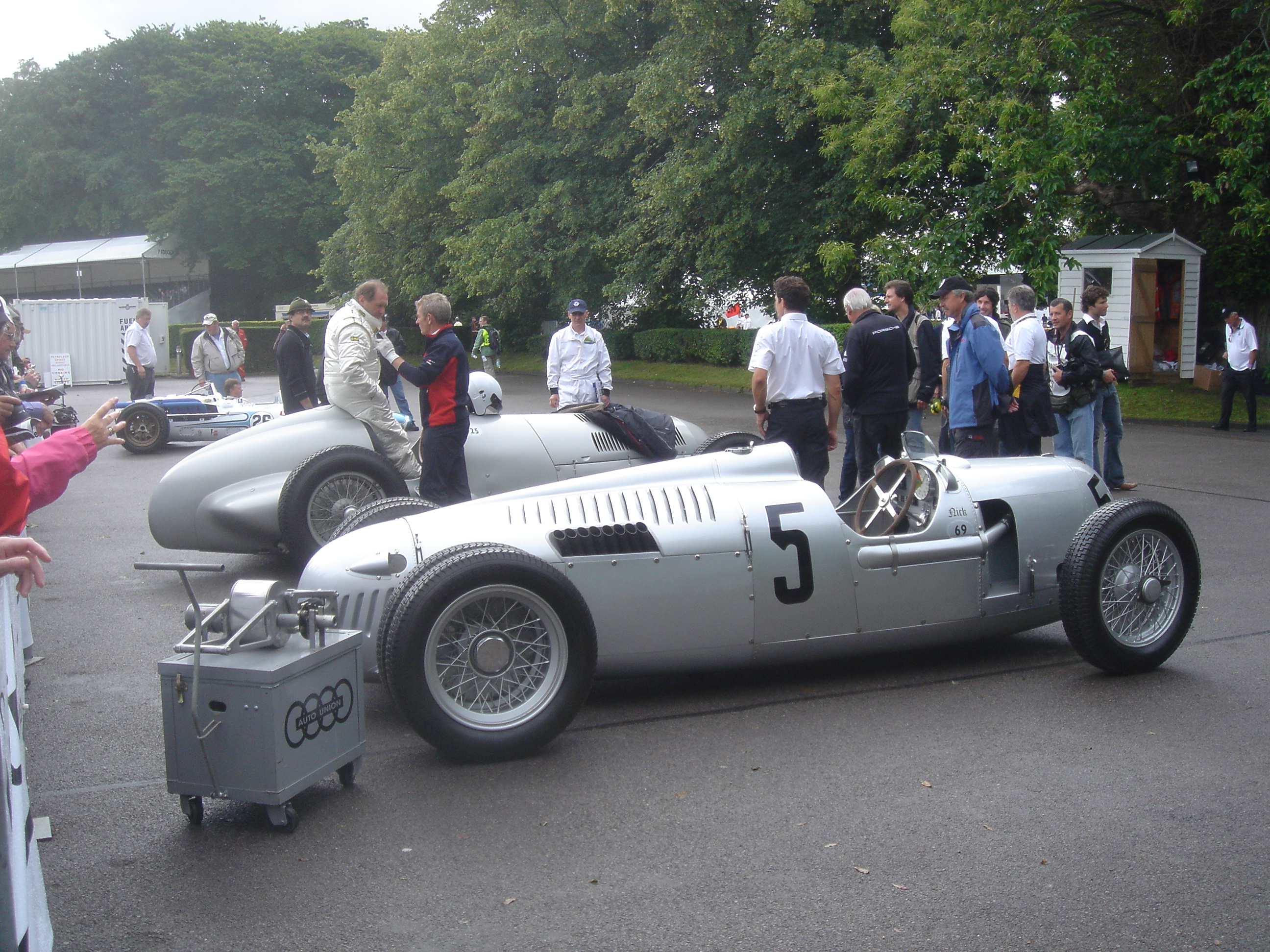
Una Auto Union e una Mercedes-Benz Silberpfeile del 1937

Frecce d'argento (in tedesco Silberpfeil) è la denominazione popolare attribuita alle automobili da corsa delle case automobilistiche tedesche Mercedes-Benz e Auto Union contraddistinte dalla carrozzeria di colore argenteo, che dominarono il Campionato europeo di automobilismo tra il 1934 e il 1939. Il termine è poi stato ripreso anche nel Dopoguerra per indicare le vetture Mercedes-Benz di Formula Uno e di categoria sport dei primi anni cinquanta, negli ultimi tempi è stato usato anche per le McLaren di F1 spinte da motore Mercedes e per le Mercedes GP (ritornate in formula 1 nel 2010 ma che ricominciarono a dominare dal 2014) oltre che per le Audi Le Mans Prototype.

## Origine del nome
Agli albori dell'automobilismo, quando non esistevano ancora le sponsorizzazioni generiche, le automobili da corsa venivano colorate in base allo Stato di origine del costruttore, le vetture italiane, come le Alfa Romeo e le Maserati, erano rosse, la livrea verde era riservata alle auto inglesi, il blu alle francesi e il bianco alle tedesche, queste ultime passarono nel corso degli anni trenta alla tinta argento.
L'origine della definizione è controverso, le tesi sono dueː
- La prima nasce quando nel 1932 presso il veloce circuito dell'AVUS viene disputata la seconda edizione dell'ADAC Avusrennen, gara della allora Formula Grand Prix con regolamento tecnico privo di limiti di peso per le vetture, la Mercedes-Benz è presente con due esemplari di SSKL 7,1 litri di cilindrata; l'esemplare affidato al pilota Manfred von Brauchitsch monta una carrozzeria più aerodinamica, specifica per il circuito, ed è colorata d'argento anziché del tradizionale bianco. Nel corso della gara, questa macchina è protagonista di un avvincente testa a testa contro l'Alfa Romeo 8C 2300 Monza di Rudolf Caracciola, la più potente Mercedes argentea è veloce in rettilineo ma nelle curve la ben più leggera l'Alfa riesce a starle davanti, al termine von Brauchitsch vince con uno scarto di soli 3,6 secondi, festeggiato dal pubblico e lo speaker della corsa nei commenti via radio la definisce una "freccia d'argento"[1].

- La seconda origine sarebbe dovuta all'espediente escogitato nel 1934 da Alfred Neubauer, all'epoca direttore sportivo della Mercedes-Benz, il quale nel suo libro "Männer, Frauen und Motoren" pubblicato nel 1958, racconta che in occasione della ADAC Eifelrennen disputatasi il 3 giugno 1934 sul circuito del Nürburgring, le Mercedes-Benz W25 accusavano un peso superiore di 1 kg rispetto al limite massimo fissato a 750 kg, allora durante la notte antecedente la corsa fece raschiare la vernice bianca delle proprie monoposto, allo scopo di rientrare nel limite di peso imposto dal regolamento di gara. In questo modo venne lasciata a vista la carrozzeria in alluminio lucidato, di colore argenteo, che subito ispirò la fantasia dei giornalisti e del pubblico.[2] Tuttavia, tale racconto non trova conferme ufficiali nelle cronache sportive del tempo, in secondo luogo la gara nella quale sarebbe avvenuto l'episodio era valevole come Formula libera senza limiti di peso, nonostante nel 1934 fosse entrata in vigore la nuova Formula con 750 kg di limite massimo di peso, nella gara del Nurburgring non venne applicata tale regola per l'esiguo numero di nuove auto conformi, perciò non vi erano limiti di peso[3]. Inoltre nelle stesse gare del 1934, le Auto Union Type A già correvano con la livrea argentata.[4]

Ad ogni modo, questo secondo aneddoto sarebbe il più accreditato, essendo stato trattato anche sul mensile "Mercedes-Benz Magazine". In seguito, la definizione "Frecce d'argento" venne utilizzata dalla stampa per indicare anche le Auto Union da competizione degli anni '30 progettate da Ferdinand Porsche. Nel corso degli anni prima che le sponsorizzazioni prendessero il sopravvento (tuttora in Formula 1 la Mercedes è di colore argento, ma con parti color acquamarina a causa dello sponsor Petronas) la colorazione argento è stata ripresa anche dal la BMW, dalla Porsche e dall'Audi (erede dell'Auto Union).

## Anni '30
In questo periodo ricevendo ingenti sovvenzioni dal Terzo Reich le case tedesche investirono ingenti capitali nella progettazione di bolidi da corsa che raggiungendo la supremazia tecnica vincendo il titolo europeo ininterrottamente dal 1935 al 1939.

### Autovetture
Di seguito le vetture da competizione Auto Union e Mercedes-Benz degli anni trenta che dominarono le corse Grand Prix in Europa:
- Auto Union Type A
- Auto Union Type B
- Auto Union Type C
- Auto Union Type D
- Mercedes-Benz SSKL
- Mercedes-Benz W25
- Mercedes-Benz W125
- Mercedes-Benz W154
- Mercedes-Benz W165

## Dopoguerra
Nel periodo 1952-1955 la Mercedes ha contribuito a rilanciare il nome delle frecce d'argento con alcune vetture sport e monoposto di F1. La "300 SL", dominatrice nel 1952 della Carrera Panamericana e della 24 Ore di Le Mans. La Mercedes-Benz W196 ha invece gareggiato con successo in F1 nel biennio 1954-1955 vincendo 2 titoli piloti con Juan Manuel Fangio. Nel 1955 Stirling Moss vinse la Mille Miglia con la 300 SLR, tuttavia la stessa macchina con alla guida Pierre Levegh causò un gravissimo incidente a Le Mans che coinvolse numerosi spettatori, perciò al termine di quella stagione la casa tedesca si ritirò dalle competizioni..

## Fine XX secolo e inizi XXI secolo
A metà degli anni ottanta, la Mercedes, in collaborazione con la Sauber, ritorna gradualmente ad alti livelli nell'automobilismo su pista, partecipando al Campionato mondiale sportprototipi, nel 1988 i prototipi C9 del costruttore svizzero assumono la colorazione argentata, il sodalizio diventa ancora più stretto nel 1990 quando la nuova vettura viene denominata direttamente Mercedes-Benz C11, tra il 1988 e il 1991 le rinate frecce d'argento vincono nettamente 2 mondiali (1989-1990) e la 24 Ore di Le Mans 1989.
Sul finire degli anni novanta, la Mercedes partecipa al Campionato FIA GT, massimo campionato a ruote coperte, con la CLK GTR vince il titolo nel 1997, l'anno successivo si riconferma con la CLK-LM, poi alla 24 Ore di Le Mans 1999 schiera 3 CLR, ma causa l'instabilità delle proprie auto che decollano in 3 occasioni, è costretta a ritirarsi. Negli stessi anni, il nome viene usato anche per indicare le McLaren motorizzate Mercedes in Formula 1, nonostante la colorazione sia data dallo sponsor principale, la West.
Nel 2010 la Mercedes-Benz ritorna in F1 con le vetture di color argento, e mantiene questa colorazione, insieme a dettagli color turchese per la sponsorizzazione della Petronas, fino al 2020, quando l'argento viene sostituito con il nero per supportare il movimento Black Lives Matter e successivamente viene parzialmente sostituito dalla fibra di carbonio non verniciata per limitare il peso della vettura. La McLaren, invece, passa nel 2015 ai motori Honda e nello stesso anno perde la colorazione argento.

## Piloti
Tra i principali piloti delle frecce d'argento, si ricordano:
- Manfred von Brauchitsch
- Rudolf Caracciola
- Luigi Fagioli
- Juan Manuel Fangio
- Karl Kling
- Hermann Lang
- Stirling Moss
- Tazio Nuvolari
- Bernd Rosemeyer
- Richard Seaman
- Achille Varzi